# MSC Meraviglia
MSC Meraviglia — круизное судно, принадлежащее и управляемое MSC Cruises, построенное на верфи STX Europe в Сен-Назере, Франция. Meraviglia является головным судном нового класса судов MSC «Vista Project», а спуск на воду следующего судна этого класса, MSC Bellissima, состоялся в 2019 году. Каждое из этих судов вмещает 4500 пассажиров. На момент церемониального запуска в июне 2017 года, это был седьмой по величине круизный лайнер в мире после кораблей класса Oasis компании Royal Caribbean Cruises.
Строительство судна началось 20 апреля 2015 года на верфи в французском городе Сен-Назер. Название судна было объявлено ещё в первый день строительства, а в день спуска на воду актриса Софи Лорен провела официальную церемонию именования.